# الظيت الجنوبي
الظيت الجنوبي هي منطقه سكنيه تقع في إمارة رأس الخيمه في دولة الإمارات العربيه المتحده.

إمارة رأس الخيمه

## أنظر أيضاً
- رأس الخيمه
- الجزيره الحمراء